# Die Spinne
Die Spinne (A Aranha, em alemão) foi uma organização criada após a derrota do Terceiro Reich cujos objetivos foram, primeiramente, evacuar os líderes nazistas para destinos considerados seguros e que haviam organizado sua hospedagem (Argentina, Espanha, Egito, etc) a fim de livrá-los tanto de retaliações como do enfrentamento de suas responsabilidades pelo Holocausto, e, posteriormente, a reorganização a escala mundial do movimento nazista; objetivos também compartilhados com a organização clandestina ODESSA, criada por antigos membros das SS.
Estas organizações foram responsáveis tanto por levantar quantias significativas de dinheiro, como para criar todos os tipos de documentos falsos (passaportes, salvo-condutos, etc.) para facilitar a fuga e posterior ocultação de criminosos de guerra nazistas, no que foi conhecido como ratlines ou Rota dos Mosteiros (nomeado dessa forma devido ao envolvimento, especialmente de sacerdotes da ordem franciscana, bem como os líderes da Igreja Católica, incluindo bispos, como foi o caso de Alois Hudal)[carece de fontes?]
Foi considerada por alguns como uma organização secreta criada e liderada em parte por Otto Skorzeny, chefe de comando de Hitler, bem como pelo oficial da inteligência nazista Reinhard Gehlen que ajudou mais de 600 antigos membros das SS a fugir da Alemanha para a Espanha, Argentina, Paraguai, Chile, Bolívia e outros países.
Die Spinne foi estabelecida por Skorzeny usando os nomes de fachada de Robert Steinbacher e Otto Steinbauer, e suportada por fundos nazistas (ou de acordo com algumas fontes pela inteligência austríaca). Como o passar dos anos, Skorzeny, Gehlen, e sua rede de colaboradores ganharam enorme influência na Europa e América Latina. Skorzeny viajou entre a Espanha franquista e Argentina, onde atuou como assessor do presidente Juan Perón e guarda-costas de Eva Perón, enquanto promovia uma ambição para o "Quarto Reich" centrado na América Latina.